# Pierrick Bisinski
 (août 2016).
Si vous disposez d'ouvrages ou d'articles de référence ou si vous connaissez des sites web de qualité traitant du thème abordé ici, merci de compléter l'article en donnant les références utiles à sa vérifiabilité et en les liant à la section « Notes et références ».
Pierrick Bisinski, né à Bruxelles le 7 juin 1961, est un illustrateur et auteur pour la jeunesse français.

## Biographie
Pierrick Bisinski a d'abord suivi des études à l’École nationale supérieure des arts visuels de La Cambre à Bruxelles, puis dans une école de cinéma, avant de publier des dizaines de livres destinés aux enfants sur des thèmes comme l’exclusion ou la différence.
Il illustre ses albums par des découpages de papiers fortement colorés, qui s'adressent majoritairement à un très jeune public.
Il a entre autres publié la série des Babilou, publiée à l'École des loisirs.
Chez le même éditeur, il collabore avec un autre auteur-illustrateur jeunesse, Alex Sanders, pour les illustrations de ses textes de sa série des Pop. Ensemble, ils écrivent et illustrent la série des Tous les et Toutes les.
Aux Éditions Gallimard, il a publié la série des Bébé, la série des Jojo l'hippopo et la série des Igor et Olafe. Pour cette dernière série, il a réalisé en 2006 un court-métrage pilote de quatre minutes : Igor et Olafe : on a faim, en vue d'un projet d'une série télévisée resté sans suite.